# Juvenília
Juvenília is een gemeente in de Braziliaanse deelstaat Minas Gerais. De gemeente telt 6.321 inwoners (schatting 2009). De plaats ligt aan de rivier de Carinhanha.

## Aangrenzende gemeenten
De gemeente grenst aan Manga, Montalvânia, Carinhanha (BA), Feira da Mata (BA) en Malhada (BA).

## Verkeer en vervoer
De plaats ligt aan de radiale snelweg BR-030 tussen Brasilia en Ubaitaba.